# Amenhotep, syn Hapuův
Amenhotep, syn Hapuův (znám též pod jménem Huj, Manehto jej označuje jako Paapida, což je pořečtená verze egyptského přizviska sa Hapi – „syn Hapuův“) byl vezír a významný hodnostář, královský písař a „ředitel všech královských staveb“ ve starověkém Egyptě za vlády panovníka 18. dynastie Amenhotepa III., patrně nejmocnější dvořan jeho doby. Narodil se kolem roku 1430 př. n. l. a dožil se asi 80 let. Za svého života byl pokládán za mimořádnou osobnost; po smrti mu byly prokazovány pocty blízké kultu panovníků, později byl považován za jednoho z bohů. Uctíván byl zejména v ptolemaiovské době.

## Historie
Pocházel z města Hutherib (řecky Athribis) v 10. dolnoegyptském kraji v nilské deltě a kariéru zahájil jako vojenský písař. Přibližně až do padesátého roku svého věku působil ve svém rodišti, kde byl významným činitelem místní správy a prvním knězem tamního chrámu boha Hora-Chenticheje.
Do hlavního města byl povolán jako písař odvedenců pracujících na královským monumentech a organizoval jejich nasazení na konkrétních stavbách po celém Egyptě. Patrně byl velmi úspěšný, protože krátce na to byl povýšen na „ředitele všech královských staveb“. Není jasné, jaký byl obsah tohoto jeho titulu spojujícího jej s dozorem nad všemi královskými pracemi. Pokud je správné jeho chápání jako označení architekta, pak by Amenhotep, syn Hapuův zbudoval pro Amenhotepa III. všechny významné monumenty, zejména panovníkův zádušní chrám (dnes z něj zůstávají jen dvě kolosální sochy označované jako tzv. Memnonovy kolosy) a zásadní úpravy karnackého chrámu ve starověkém Vesetu; projektem luxorského chrámu ale byli pověřeni jiní architekti, dvojčata Hor a Sutej. O práci, kterou vykonával, Amenhotep sám prohlásil: „Nenapodoboval jsem nic, co bylo pořízeno dříve… dosud nikdo jiný nic takového neučinil od časů založení Obou zemí.“
Ve 30./31. roce vlády Amenhotepa III. byl pověřen organizací významné oslavy královského jubilea sed, na níž sehrál rituální roli následníka místo nedávno zemřelého korunního prince Thutmose. Krátce poté, snad i jako odměnu, Amenhotep, syn Hapuův obdržel ve 31. roce vlády výjimečnou poctu: jako jediné známé soukromé osobě mu bylo dovoleno vybudovat si už za života po vzoru panovníků chrám pro vlastní zádušní kult, a to v místě královské nekropole v dnešním Medínit Habu.
O Amenhotepově výjimečnosti v očích současníků svědčí také to, že jeho sochy byly vztyčeny v karnackém chrámu. Na jedné z nich o sobě říká: „Byl jsem uveden do boží knihy, viděl jsem, jak na Thovtovi spočívá záře, a byl jsem obdařen jeho tajemstvími.“ Ačkoli nebyl knězem Amonova chrámu, další z jeho soch jej představuje jako králem ustanoveného prostředníka mezi tímto bohem a lidmi: „jsem mluvčí jmenovaný králem, abych vyslechl vaše prosby“ a přetlumočil je Amonovi. V návaznosti na to český esoterik Jaromír Kozák pokládá za „velmi pravděpodobné, že napsal… řadu duchovních textů“ egyptské náboženské literatury, nicméně neexistuje žádný věrohodný egyptologický doklad pro taková tvrzení.
Amenhotep, syn Hapuův zemřel pravděpodobně po oslavě druhého královského jubilea, tedy ve 33./34. roce vlády Amenhotepa III., nelze to však tvrdit s určitostí.
Podle Manehtova podání, jak je interpretuje např. britský egyptolog a popularizátor této vědy Carl Nicholas Reeves, sehrál Amenhotep, syn Hapuův významnou roli v novém formulování pojetí královské moci v době Amenhotepa III., v jeho důrazném napojení na sluneční kult manifestovaném právně od prvních oslav královského jubilea a poté v jeho následném kontinuálním rozvíjení v první fázi Achnatonovy náboženské reformy. Nakonec však měl být zklamán počínaním nového panovníka a začal se obávat trestu bohů, který stihne jej i celou zemi; proto krále varoval dopisem a spáchal sebevraždu. Reeves se dokonce domnívá, že existují zachycení skutečné Amenhotepovy podoby – pokládá za ně dva sádrové odlitky mužské tváře, které byly nalezeny v dílně sochaře Thutmose v Achetatonu. Ani pro tyto domněnky nicméně neexistuje přímý důkaz.
Je nepochybné, že Amenhotep, syn Hapuův pro své výjimečné osobní a duševní schopnosti za svého života požíval velké vážnosti a že se mu dostalo řady zcela ojedinělých poct; o konkrétních důvodech však dnes lze jen spekulovat. Provozování jeho zádušního chrámu je doloženo ještě v době 21. dynastie.

## Amenhotep jako bůh
V nápisu z doby 22. dynastie je Amenhotep oslovován jako „velký svým jménem, znalý tajné síly minulých slov, která pocházejí z časů předků.“ Nejpozději v ptolemaiovské době byl i oficiálně uctíván jako božský mudrc a léčitel, jeho kult však měl pouze lokální význam a nerozšířil se mimo oblast Vesetu, kde byl spojován do kultické dvojice s Imhotepem. Jeho svatyně se nacházely v chrámu v Karnaku, v Dér el-Medíně a v tehdy už dávno nefunkčním chrámu panovnice Hatšepsuty Džeser-Džeseru v Dér el-Bahrí.
Jako bůh byl pokládán za syna Thovta a Hathory, někdy je jako jeho božský otec uváděn Hapi a matka Sešat.
Amenhotepova ikonografie zůstala poměrně jednoduchá a nijak se nelišila od zobrazení, která vznikla za jeho života. Byl zobrazován jako písař sedící na rohoži s papyrovým svitkem v rukou.